# Kürkçü, Sarıkaya
Kürkçü là một xã thuộc huyện Sarıkaya, tỉnh Yozgat, Thổ Nhĩ Kỳ. Dân số thời điểm năm 2010 là 294 người.